# Coptobasis monochromalis
Coptobasis monochromalis is een vlinder uit de familie van de grasmotten (Crambidae). De wetenschappelijke naam van deze soort is voor het eerst voorgesteld als Botys monochromalis door Francis Walker in een publicatie uit 1866.
De soort komt voor in Indonesië (Soela-archipel).